# Девилси Лисабон
Девилси Лисабон су клуб америчког фудбала из Лисабона у Португалу. Основани су 2013. године, и своје утакмице играју на стадиону Касал Вистозо у Лисабону. Такмиче се тренутно у највишем рангу у португалској лиги ЛПФА, и Лиги шампиона.